# Roberto Mazzetti
Roberto Mazzetti (Loiano, 6 novembre 1908 – Salerno, 15 agosto 1981) è stato un pedagogista italiano.

## Biografia
Roberto Mazzetti nacque a Roncastaldo, frazione di Loiano, provincia di Bologna, il 6 novembre del 1908 da Luciano e Romana Bacci e vi è sepolto dal 1981. Frequentò le scuole elementari nel borgo natio distinguendosi come alunno dotato e volonteroso, tanto che la maestra suggerì caldamente ai genitori di fargli proseguire gli studi malgrado le difficili condizioni economiche della famiglia. Fu perciò mandato a Bologna dove, nell'Istituto dei Padri Salesiani frequentò la scuola media, allora chiamata ginnasio, e nel 1928 conseguì l'abilitazione magistrale. Si iscrisse quindi all'Istituto Superiore di Magistero di Firenze.
Durante il periodo degli studi universitari ottenne, mediante concorso, l'incarico per l'insegnamento nella scuola elementare di Brescia dove rimase in servizio per due anni. Nell'ultimo anno di insegnamento a Brescia ottenne il comando presso il Magistero di Firenze così che poté frequentare regolarmente le lezioni universitarie, sostenere tutti gli esami e, nel luglio del 1932, laurearsi in Filosofia e Pedagogia con voti 70/70 e lode.
Nell'anno 1932-33 prestò servizio, in qualità di supplente per l'insegnamento di Filosofia e Pedagogia, presso l'Istituto Magistrale “Vittoria Colonna” di Arezzo.
Nell'anno 1933-34 fu alla Scuola Allievi Ufficiali di Spoleto e nel 1934-35 prestò il servizio di prima nomina, come sottotenente di complemento, nell'arma di fanteria a Parma. Durante il servizio militare sostenne l'esame di concorso per l'insegnamento di Lingua e letteratura italiana e Storia per le Scuole Medie Superiori. Vincitore di concorso ottenne la cattedra nell'Istituto Tecnico “Barozzi” di Modena dove si insediò dopo il congedo.
Nel 1937-38 ottenne il trasferimento presso l'Istituto Tecnico “Piercrescenzi” di Bologna. Chiamato da Giuseppe Bottai, assieme a Volpicelli, Padellaro e Gabrielli, a elaborare la Carta della Scuola, con cui si cercava di riformare l'istruzione pubblica in Italia. Nel dicembre 1940 fu direttore per poco più di un anno della rivista Architrave, mensile di politica, letteratura ed arte della Gioventù Universitaria Fascista (GUF).
Nel 1940 fu nominato Provveditore agli Studi per la provincia di Pesaro. Nel 1942 fu trasferito a dirigere l'attività scolastica nella provincia di Modena e nel 1943 fu richiamato alle armi. Dopo un breve periodo fu esonerato e nominato Provveditore agli Studi per la provincia di Trapani, sede che gli fu impossibile raggiungere perché, nel frattempo, la Sicilia occidentale era stata dichiarata zona di guerra. Fu quindi riconfermato nella sede di Modena.
Durante il periodo della Repubblica Sociale Italiana fu sospeso dalle sue attività perché si rifiutò di collaborare e di raggiungere Trieste, la nuova sede che gli era stata assegnata. 
Reintegrato nel suo grado nel 1946, fu Provveditore ancora a Trapani, poi a Reggio Calabria dove rimase fino al 1951. Durante questo periodo fu anche incaricato dell'insegnamento di Pedagogia presso l'Università di Messina.
Nel 1952 fu trasferito a Parma e fu provveditore in questa provincia fino al 1956, anno in cui passò al Provveditorato di Cremona.
Nel 1957, in seguito alla vittoria conseguita nel concorso per cattedre universitarie, fu nominato professore presso l'Istituto Superiore di Magistero di Salerno. Qui svolse la sua attività, ininterrottamente fino al 1978, quale professore di Pedagogia e di Storia della Pedagogia e tenne per un periodo il Rettorato dell'Università salernitana. In seguito, pur avendo maturato gli anni necessari per il conseguimento della pensione continuò la sua attività come Direttore dell'Istituto di Pedagogia fino al 1981, anno della sua scomparsa.
Dal 1961 al 1968 fu inoltre consulente psicopedagogico per le Scuole dell'Infanzia presso l'Assessorato alla Pubblica Istruzione del Comune di Bologna.

## Pensiero pedagogico
Formatosi inizialmente alla scuola della corrente neoidealista italiana, Mazzetti trova un valido punto di riferimento in Giuseppe Lombardo Radice, che egli presenta come colui che ha chiarito le istanze costruttrici della nuova educazione.
Successivamente partecipa all'elaborazione della Carta della Scuola del Ministro Bottai, con cui si cerca di riformare l'istruzione pubblica in Italia. Già da allora Mazzetti evidenzia la necessità di porre l'attivismo pedagogico al centro dei suoi interessi. Si intende per attivismo pedagogico quando si pone il soggetto da educare al centro del progetto educativo.
Viva esigenza presente in questo periodo da parte del nostro autore è la necessità di far convivere una visione di umanesimo teorico-culturale con l'umanesimo del lavoro per contenere forme di eccessiva astrazione della filosofia educativa neo idealista.
Questa prospettiva di vedere la scuola come una palestra di vita porta Mazzetti, già dal 1942, a studiare con partecipazione e adesione l'opera di Maria Montessori, da lui considerata la voce più universale della pedagogia italiana.
Giunto alla cattedra universitaria, dopo quindici anni di sforzi volti alla intelligente sperimentazione in qualità di Provveditore agli Studi, contribuisce validamente al progresso degli studi pedagogici nella cultura italiana con una notevole produzione di scritti di risonanza nazionale.
Mazzetti attraversa quasi mezzo secolo di esperienze storiche, sociali e culturali della vita italiana, che passano attraverso il fascismo, la guerra, il dopoguerra e il nostro tempo, maturando una visione di radicale problematicità della conoscenza umana, che vede nell'educazione lo strumento più idoneo per rendere l'uomo, pur in una situazione così umanamente disorientante, più creativo e più morale possibile.
Il suo pensiero pedagogico attraversa diverse fasi:
1. dagli anni '30 alla fine degli anni 40; Mazzetti, mediando Gentile e Labriola, Lombardo Radice e l'attivismo pedagogico, contribuisce in maniera innovativa al discorso sulla scuola, maturando prospettive quali l'umanesimo della cultura del lavoro, la pedagogia del lavoro, la scuola vista dagli scolari;
2. dalla fine della II guerra mondiale al '66; il Mazzetti cerca di operare una sintesi tra le posizioni di Lombardo Radice, quella dell'attivismo e quelle di Montessori, che gli fornisce la legittimazione teorica dell'idea del fanciullo come padre dell'uomo, tematica che affronta il problema della gioventù nell'educazione nel diritto, sviluppata già in uno scritto del 1951. In questo stesso periodo per cercare le radici della scuola democratica e della pedagogia del lavoro, Mazzetti inizia una ricerca sulla pedagogia socialista che porta da Owen a Saint-Simon, da Fourier a Proudhon;
3. dal 1967 al 1970 si colloca una fase di passaggio e di transizione critica e di rilettura del passato, che vede da una parte un'analisi della dimensione rivoluzionaria del discorso pedagogico di Don Lorenzo Milani nelle sue luci e nelle sue ombre e dall'altra l'inserimento nella cultura pedagogica italiana del pensiero del pedagogista-psicologo Jerome Bruner, che pone l'accento sul primato del pensare sul fare e sulla prima e seconda infanzia come momenti cruciali della crescita umana cognitiva ed affettiva;
4. l'ultimo periodo del pensiero di Mazzetti inizia già dal 1968 e arriva alla fine degli anni '70; allora, contestando la visione del mondo nata nel 1968, esamina le ragioni e l'ideologia della contestazione globale, finendo per sposare, in maniera contrapposta alle idee dominanti, le scelte etico-politico-pedagogiche del socialismo utopistico contro il marxismo. Il suo pensiero molto spesso contro corrente lo porta, in un'epoca in cui si butta volentieri alle ortiche il passato, a farsi paladino della tradizione da lui difesa come l'autentica matrice da cui deve partire un discorso socio-educativo veramente innovatore. Da qui la sua strenua difesa della famiglia come soggetto educativo difficilmente eludibile.

## Pubblicazioni
- Gianbattista Passerini patriota e pensatore: lettura; Commentari dell'Atenese di Brescia, 1931
- Giacinto Mompiani. Scuole mutue, asili, educazione emendatrice dal 1918 al 1950. Con carteggi e documenti inediti. G. Vannini editore, 1932
- Tito Speri. Vita, scritti, testimonianze con carteggio e documenti inediti. G. Vannini editore, 1932
- II Cardinale Angelo Maria Querini: uomini e idee del 700 e la nascita del giansenismo bresciano. Con lettere inedite. G.Vannini editore, 1933
- Fascismo, dinamismo, giovinezza. Sintesi critica sul fascismo. Studio editoriale Toscano, 1933
- Proletariato e aristocrazia. Meridiani, 1936
- Esercito e aristocrazia corporativa. La Diana scolastica, 1937
- Elogio alla vita guerriera. Società Tipografica Modenese, 1937
- Scuola e nazione sul piano dell'impero. La Diana Scolastica, 1937
- Trattato di pedagogia polìtico-militare.	BOLOGNA	s.e.
- L'antiebraismo nella cultura italiana dal 1700 al 1900. Antologia storica.	MODENA	Società Tipografica Modenese	1938
- Polìtica ed educazione nel Risorgimento.	BOLOGNA	La Diana Scolastica	1938
- Orientamenti antiebraici della vita e della cultura italiana.Saggi di storia religiosa, politica e letteraria.	MODENA	Società Tipografica Modenese 	1939
- Pensiero ed educazione dal Risorgimento al Fascismo. Storia dell'educazione.	BOLOGNA	La Diana scolastica	1939
- II lavoro e la scuola.	MODENA	Società Tipografica Modenese	1939
- Introduzione alla filosofia dell'educazione.	MODENA	Società Tipografica Modenese	1939
- Educazione nuova e nuovi orientamenti pedagogici.	BOLOGNA	Rocca S.Casciano	1940
- I giovani e la ricerca della personalità.	MODENA	Società Tipografica Modenese	1940
- L'anima e i problemi della scuola elementare (commento ai programmi).	BOLOGNA	Cappelli	1940
- L'impero, la razza, l'autarchia.	BOLOGNA	Guidastri e Roncagli (La Diana scolastica, corso di preparazione ai concorsi magistrali e direttivi)	1940
- La carta della scuola e i suoi problemi.	FIRENZE	 Marzocco 	1940
- La scuola vista dagli scolari. Inchiesta tra alunni e saggio di psicologia dello studente.	BOLOGNA, Rocca S.Casciano	 Cappelli	1941
- Come si attua il lavoro nella scuola media. Relazioni di presidi e direttori didattici su concreti esperimenti di lavoro. A cura dei Centro didattico sperimentale del R. Provveditorato agli Studi di Pesaro-Urbino.	 FIRENZE	Marzocco	1941
- Rinnovamento della scuola elementare.	 FIRENZE	 Marzocco.	1942
- Dall'asilo d'infanzia alla scuola materna.	 FIRENZE	 Marzocco 	1943
- Nuovo socialismo. Socialismo dei tecnici. La crisi dell'antifascismo?	BOLOGNA	 Tipografia moderna.	1946
- Pietro Tamburini, la mente del giansenismo italiano.	MESSINA	V.Ferrara 	1948
- Religione ed economia nel Medioevo.	MESSINA	V.Ferrara 	1948
- L'America e le sue colonie europee.	MESSINA	 A.Suessa 	1949
- Educazione e diritto. La nuova scuola come organo costituzionale.	ROMA	 Tipografia moderna. 	1950
- La giustizia educativa. La scuola di tutti.	ROMA	 Tipografica moderna. 	1950
- II fanciullo come padre dell'uomo. Il problema della gioventù nell'educazione e nei diritto.	 ROMA	 Tipografìa moderna. 	1951
- Il fanciullo educatore dell'umanità.	ROMA	 Tipografia Modera 	1951
- La scuola del fanciullo come padre dell'uomo.	REGGIO CALABRIA	 Scuola Tipografica Opera Antoniana 	1951
- I fanciulli rinnovano la scuola. Guida a esperimenti di scuola materna, media, doposcuola, colonia di vacanza.	ROMA	Industria Grafica Moderna 	1952
- Manifesto per la scuola rurale. Guida per fare meglio.	FIRENZE	 Marzocco	1952
- Educazione fisica e gioco nella scuola.	BOLOGNA	La Diana scolastica	1952
- Lettere alle madri, alle maestre d'asilo e della prima classe.	BOLOGNA	La Nuova Diana scolastica 	1952
- Avviamento all'educazione fisica. Ad uso degii istituti magistrali e delle scuole elementari.	PARMA	 Allegri 	1953
- Educazione fisica e scuola attiva (Università degli Studi di Parma - Facoltà dì Medicina e Chirurgia. Corso superiore di educazione fisica)	PARMA	 F.Ili Godi. 	1953
- II ripudio del manuale scolastico e la socialità del libro.	 PARMA	 F.lli Godi 	1953
- Pedagogia e scuola in Italia (Roberto Mazzetti e Giovanni Calò)	MILANO	 Ave 	1954
- Amministrazione pubblica, dirigenza scolastica e cultura di base	PARMA	 Donati 	1954
- Introduzione al superamento della scuola elementare	FIRENZE	Le Monnier	1955
- Nuovo programma per la scuola di base.	FIRENZE	 Le Monnier 	1956
- Ancorare il mondo al fanciullo.	FIRENZE	 Le Monnier	1956
- I limiti della filosofia e pedagogia di Sergio Hessen.	SALERNO	 Edizioni Hermes	1957
- Tre note storiche su diritto morale educazione.	SALERNO	 Edizioni Hermes	1957
- Giuseppe Lombardo Radice tra l'Idealismo pedagogico e Maria Montessori.	BOLOGNA	Malipiero	1958
- Indirizzi e problemi dell'educazione fìsica contemporanea.	NAPOLI	 Hermes	1958
- II bambino, il gioco, il giocattolo.	ROMA	 Armando	1962
- Maria Boschetti Alberti tra la Montessori e la Parkhurst, Decroly e Lombardo Radice.	ROMA	 Armando	1962
- Pietro Pasquali, le sorelle Agazzi e la riforma del froebelismo in Italia.	ROMA	 Armando	1962
- Alfabeto e società. Piccolo discorso per 700 milioni di analfabeti.	NAPOLI	 Istituto Editoriale per il Mezzogiorno	1963
- Dalla funzione vicariante alla funzione costitutiva nella istituzione degli adulti.	 NAPOLI	 Istituto Editoriale per il Mezzogiorno	1963
- Maria Montessori nel rapporto tra anormali e normalizzazione.	ROMA	 Armando	1963
- Socialismo utopistico e cultura.	NAPOLI	Libreria scientifica editrice	1963
- Oltre Dewey. Il processo educativo in una società industriale.	ROMA	 Armando	1965
- Ovide Decroly e l'educazione nuova.	ROMA	 Armando	1965
- Sergej Hessen. Un ricercatore tra due civiltà	FIRENZE	La Nuova Italia	1965
- Eugène Dévaud e l'attivismo cattolico.	ROMA	 Armando	1965
- Quale umanesimo? Ipotesi su Croce, Gentile, Ugo Spirito, Mussolini.	ROMA	 Armando	1966
- Società ed educazione nella Spagna contemporanea.	FIRENZE	 La Nuova Italia	1966
- Dewey e Bruner. Il processo educativo nella società industriale.	ROMA	 Armando	1967
- II bambino a due dimensioni. La scuola materna e i suoi programmi.	ROMA	 Armando	1968
- Don Milani e la ristrutturazione della scuola di base.	NAPOLI	 Morano	1968
- Esami e contestazione studentesca.	SALERNO	 Beta	1969
- Controcommento ai programmi per la scuola primaria.	ROMA	 Armando	1969
- Questa è la bara dell'università.	SALERNO	 Beta	1969
- Scuola materna e società degli studi. I nuovi orientamenti.	ROMA	Armando	1969
- La donna, l'ambiente sociale e il bambino deprivato nella ricerca della Montessori.	SALERNO	Beta	1971
- La donna, la casa e il bambino nella ricerca della Montesseri.	SALERNO	Beta	1971
- Ipotesi sui rapporti Marx-Proudhon.	SALERNO	Beta	1971
- Dalla pedagogia di Fourier alla pedagogia di Marx.	SALERNO	Beta	1972
- Don Lorenzo Milani e Don Zeno Saltini tra contestazione e anticontestazione.	NAPOLI	Morano	1972
- La lettera a una professoressa e i suoi problemi	NAPOLI	Morano	1972
- II feticismo di Marx e la fine di un'illusione.	ROMA	Bulzoni	1972
- Herbert Marcuse e una filosofia: storia del nostro tempo.	SALERNO	Beta	1973
- Costituzione ed educazione civica.	NAPOLI	Morano	1974
- Matrimonio amore e morte.	SALERNO	Beta	1974
- Divorzio ed educazione famigliare.	SALERNO	Beta	1974
- Appunti su C. Fourier e K. Marx.	SALERNO	Beta	1974
- Fame e amore.	NAPOLI	Morano	1975
- Lettera a Don Zeno; Nomadelfia ed etica sessuale.	NAPOLI	Morano	1976
- R. Owen e R. Malthus tra economia ed educazione.	NAPOLI	Morano	1977
- Quale scuola secondaria?	ROMA	Armando	1977
- Società e cultura. Testimonianza - colloquio con Roberto Mazzetti A cura di G. Acone.	NAPOLI	Morano	1978
- Permessivismo e cibernetica. Educazione e comunicazione tra libertà e necessità.	ROMA	Armando	1978
- Edipo ed anti-Edipo. Nascita e infanzia, vecchiezza e morte (di Roberto e Adriana Mazzetti)	ROMA	Gentile	1978
- Genesi e sviluppo del terrorismo in Italia. II maggio troppo lungo.	ROMA	Armando	1979
- La paideia di Dante (opera postuma).	NAPOLI	Morano	1982

### Pubblicazioni in collaborazione con altri autori
- AA. VV	 La crisi dei tre anni . in., II primo anno di vita del bambino. Pedagogia della prima infanzia.	BOLOGNA	Alfa	1967
- AA. VV.	Aspetti e problemi dell'educazione infantile nella scuola materna.	BRESCIA	La Scuola editrice	1971
- AA. VV.	Cultura e potere. in:, Umanità e storia. Scritti in onore di Adelchi Attisani.	NAPOLI	Giannini	1971
- AA. VV.	Compromesso senza ragione	FIRENZE	Sansoni	1974
- AA. VV.	"Educazione infantile e cultura. in:, Antologia della scuola materna (1 Psicologia - 2 Pedagogia)"	ROMA	Armando	1976

### Pubblicazioni a cura di Roberto Mazzetti
- Vincenzo Gioberti e Cesare Balbo	II problema dell'impero 	BOLOGNA	Cappelli	1937
- C. Balbo	Il pensiero politico e militare	BOLOGNA	Cappelli	1937
- Mussolini Benito	La dottrina del fascismo	MODENA	Società Tipografica Modenese	1937
- R. Mazzetti 	La questione ebraica in un secolo di cultura italiana.	MODENA	Società Tipografica Modenese	1938
- Mazzini Giuseppe	Pagine	BOLOGNA 	La Diana scolastica	1938
- V. Gioberti	Introduzione allo studio della filosofia.	VERONA	Mondadori	1941
- AA.VV.	Esperienze di scuola media	FIRENZE	Marzocco	1942
- AA.VV.	Esperienze di scuola materna	FIRENZE	Marzocco	1942
- Beltramelli Antonio	Il cavalier Mostardo e altri eroi	VERONA	Mondadori 	1943
- Amari Michele - Botta Carlo	Genesi e carattere degli Stati Uniti d'America	MESSINA	Sessa	1948
- R. Mazzetti 	Memorie di Don Zeno e di Nomadeifia.	PARMA	Guanda	1956
- AA.VV.	Assistenza e educazione	BARI	Laterza	1964
- R. Mazzetti 	Froebel nell'esperienza cattolica dei giardino d'infanzia in Germania.	 ROMA	Armando	1969
- R. Mazzetti 	La sfida pedagogica americana.	ROMA	Armando	1969
- AA.VV.	Scoperta dell'infanzia e nuove prospettive dello sviluppo dell'uomo	SALERNO	Beta	1970
- P. Lafargue	 Il diritto all'ozio e al tempo libero.	SALERNO	Beta	1971
- C. Fourier	Il lavoro attraente. Contro le due sette di Saint Simon e Owen.	SALERNO	Beta	1972
- C. Fourier	Educazione comunitaria e lavoro attraente.	SALERNO	Beta	1972
- R. Owen	La formazione dell'uomo e lo sviluppo della società industriale.	NAPOLI	Libreria scientifica editrice	1973
- Fourier Charles	L'anti-Emilio e l'educazione passionale e comunitaria	SALERNO	Beta	1973
- Gerdil	L'anti-Emilio.	SALERNO, Beta -1974	Beta	1974
- Owen, Torrens, Malthus	Owen educatore tra Ricardo e Malthus.	NAPOLI	Morano	1975
- J. Holt	Bisogni e diritti dei fanciullo. Fuga dalla prima età.	ROMA	Armando	1977
- AA.VV.	Libro nuovo e vita nuova nella prima classe elementare	FIRENZE	Marzocco	s.d.

## Direttore di riviste
- architrave	mensile di politica, letteratura e arte	BOLOGNA		1° numero 1940
- Cultura e Società	rivista trimestrale	BOLOGNA	Malipiero	1° numero 1959

## Collaborazione a riviste (parziale)
- Rivista pedagogica	Rivalutazione della didattica e necessità del tirocinio	MILANO 	Dante Alighieri 	1931
- Società storica subalpina	Relazioni tra giansenismo pavese e giansenismo toscano			1932
- Giornale storico e letterario della Liguria	L'estrema visione del mondo in Pietro Tamburini. 	GENOVA		1933
- Rivista universitaria	La vita e il pensiero di Leonardo Bruno	FIRENZE		1933
- Bollettino senese di storia patria	Mistica e oratoria di San Bernardino da Siena	SIENA 		1933
- Nuova rivista storica	Per una storia del giansenismo nel Risorgimento.	VENEZIA		1933
- Bollettino storico pistoiese 	Giuseppe Maria Puiati a Scipione de' Ricci.	PISTOIA		1935
- Annuali dell'ordine elementare	Per la scuola del lavoro			1941
- Istruzione tecnica	Lavoro, tecnica, educazione.	ROMA	Palombi	1941
- La voce delle maestre d'asilo	Elogio della scuola materna.	MILANO	Vallardi	1941
- Scuola e cultura	Per l'arte nella scuola.	FIRENZE	Le Monnier	1942
- Civiltà fascista	La tecnica e i teorici della crisi.	ROMA	 Colombo 	1942
- Rassegna italiana di pedagogia	Per la riforma dell'Università.	PADOVA	Cedam	1942
- Scuola e Diritto 	Premessa al diritto scolastico ed al diritto giovanile	ROMA		1953
- Scuola e vita	Scuola elementare e scuola media.	FIRENZE	Le Monnier	1953
- I diritti della scuola	Sono necessari i libri di testo?			1953
- Tecnica e didattica	Studenti autori nella scuola tecnica.	ROMA	Palombi	1954
- Traguardi	L'educazione fisica e civile nel Machiavelli.	ROMA	Nava	1960
- Vista dell'infanzia	Documenti sulla polemica del Pasquali contro la Montessori. 	ROMA		1963
- Igiene mentale	Considerazioni pedagogiche sulla pseudoinsufficienza mentale	TRAPANI 	Corrao	1968
- Pensiero politico	R.Owen e le correnti educative nell'età della restaurazione. 	FIRENZE	Olschki	1974

## Relazioni e convegni
- "Tecnica ed educazione in Orientamento e selezione del personale Lezioni del corso, 12 gennaio - 26 aprile 1941" Bologna Azzoguidi s d
- Come si attua il lavoro nella scuola. Relazioni ai presidi e direttori didattici, Firenze Marzocco 1941
- Il bambino e la città, in I problemi dell'educazione infantile nella vita industriale. Atti del Convegno dell'Ente Opera Montessori (Roma, ottobre 1954), Roma	DAPCO s d
- La formazione dei docenti di educazione fisica, in Journees internationales des etudes bio-psycho-pedagogiques sur l'education physique, le sport et l'assistance sanitaire scolaire (Napoli, 7-10 dicembre 1955), Napoli Istituto della stampa s d
- Cultura e potere in Umanità e Storia, scritti in onore di Adelchi Attisani. Napoli Officine Grafiche Napoletane s d
- Il problema dell'educazione sociale nel pensiero di Sergio Hessen, in L'educazione alla socialità nella pedagogia contemporanea. Atti del Convegno di studi dell'Opera Montessori (Venezia, 12-13-14 ottobre 1956)	Roma	DAPCO	s d
- Instabile concetto di educazione fisica in alcuni aspetti della cultura italiana in L'educazione fisica nella scuola.Atti del Convegno internazionale (Cadenobbio, Como, 6-10 ottobre 1959)	Roma	Studio Tipografico	s d
- La scuola Montessori rivelatrice e educatrice delle attitudini in L'orientamento professionale come educazione civica. Atti del V Convegno Nazionale dell'Opera Montessori (Messina, 19-20-21 settembre 1959)	s l	s n	s d
- "Intervento al V Convegno Nazionale di Pedagogia (Bologna, 7-9 maggio 1960) su La scuola italiana e la formazione di una coscienza internazionale. La filosofia dell'educazione oggi. Istruzione professionale e scuole aziendali. Atti."	Bologna 	Malipiero	1961
- La scuola materna nelle zone depresse, in Valore educativo e speciale della scuola materna. Atti del Convegno Nazionale dell'Opera Montessori (Salerno, 23-24-25 settembre 1961), Roma	DAPCO	s d
- La scuola materna nel divenire della scuola di base, in La continuità nei cicli scolastici dai 3 ai 14 anni, VII Congresso Nazionale della lega italiana di igiene e profilassi mentale(Bologna, 29-30 sett/1 ott 1967)	Bologna	Gaggi editore	1968
- Intervento in Riforma della scuola, industria e orientamento. Atti del convegno su Effetti della riforma scolastica sulle esigenze dell'industria in ordine all'orientamento scolastico e all'istruzione professionale (Bologna, 14 dicembre 1977)	Bologna	Tipografia Compositori	1979
- Ricordo di un maestro negli Atti del Convegno Internazionale di Studi per il centenario della nascita di Giuseppe Lombardo Radice (settembre 1979)	Roma	Edizioni Gallo Cedrone	1980